# Leva en masa

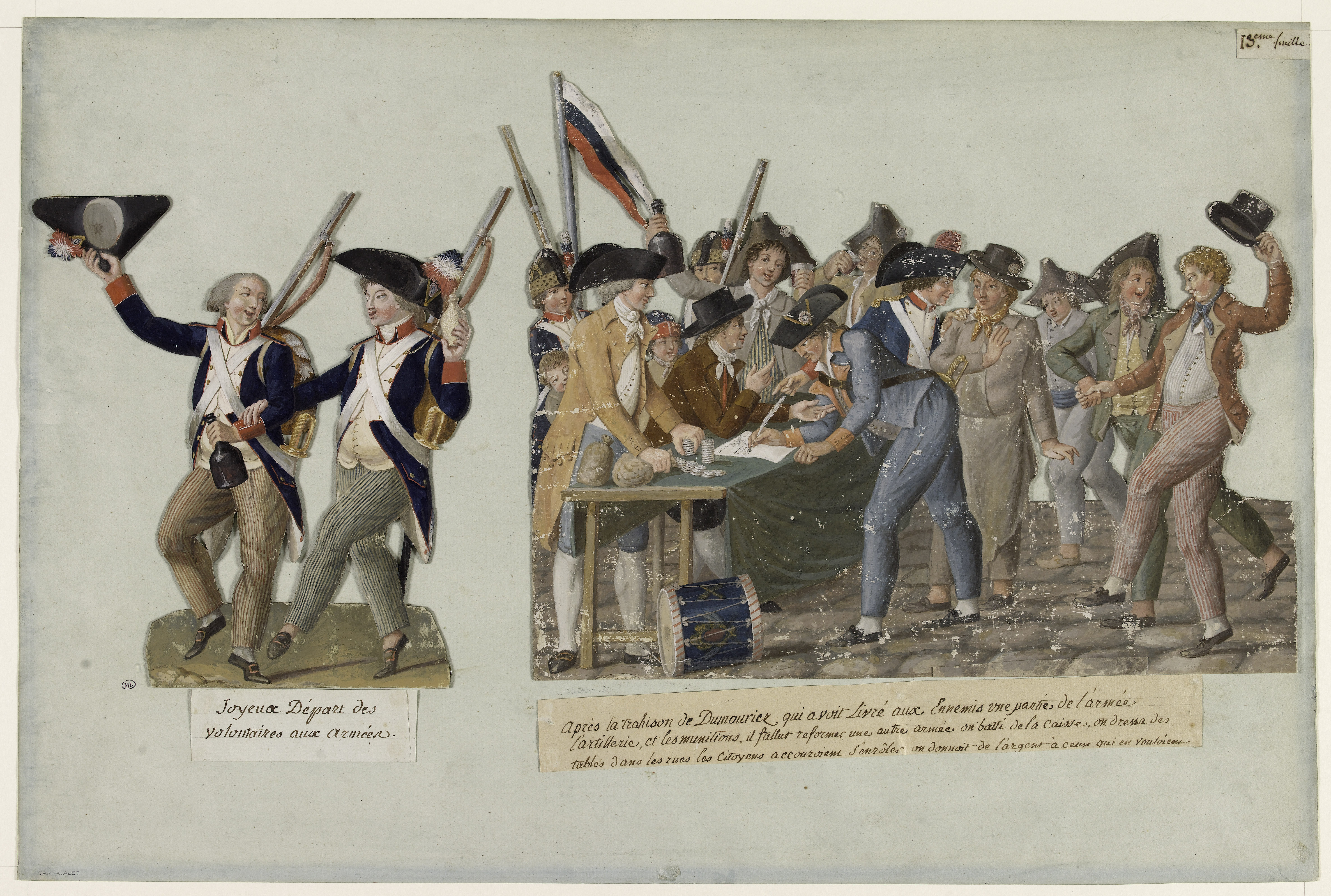
Levee en masse

Leva en masa (Levée en masse en lengua francesa) es el nombre con el que se designa la decisión de la Convención Nacional de reclutar levas masivas y obligatorias a partir del año 1793.
El 23 de febrero de 1793 se decidió la leva de trescientos mil hombres por sorteo entre los varones solteros o viudos de todos los departamentos de Francia, con edades comprendidas entre los 18 y los 25 años, en el contexto de las Guerras revolucionarias francesas. El fin era hacer frente al descenso súbito de efectivos del ejército debido a las bajas, las deserciones, y sobre todo al fin del periodo de un año por el que habían sido reclutados los voluntarios de 1792, período que en aquel momento se había estimado suficiente para que, con la duración de una campaña, hubieran rechazado al enemigo más allá de las fronteras y podrían volver a sus casas.
A pesar de la resistencia al reclutamiento y de las deserciones, la leva en masa de febrero consiguió que el número de hombres alistados se incrementara considerablemente.
Era una medida demandada por la parte más radical de los revolucionarios, especialmente entre las masas empobrecidas de París, los sans-culottes, y los hebertistas; mientras que en ciertas provincias el descontento entre los campesinos fue muy fuerte, especialmente en Rouen, Amiens y Montargis. La Convención envió a 82 diputados para reprimir las protestas y acelerar la levée en masse, lo que desencadenó la Guerra de Vendée.
El 23 de agosto de 1793 se decretó la levée en masse de los varones entre 25 y 30 años, tras un informe de Bertrand Barère de Vieuzac. Con ello el ejército de la Convención ascendió a un millón de hombres para finales de año, lo que significaba una cifra extraordinaria para la época. Estos soldados fueron denominados les Soldats de l'an II o Armée de l'an II (soldados del año II o ejército del año II, por el año II del calendario revolucionario).